# 2345.com
2345.com là một thư mục web của Trung Quốc được thành lập vào năm 2005. Trang web là thư mục web được sử dụng nhiều thứ hai ở Trung Quốc. Trang web được xếp hạng 47 ở Trung Quốc và có thứ hạng 419 trên toàn thế giới trên Alexa, tuy nhiên, khi tải xuống, có chứa phần mềm quảng cáo. Trang web được đặt tại Abitcool China Inc. Bắc Kinh, Trung Quốc.